# Paternoster (Zuid-Afrika)
Paternoster is een vissersdorp met 2000 inwoners, in de Zuid-Afrikaanse provincie West-Kaap. De naam, die letterlijk "Onze Vader" betekent in het Latijn, is mogelijk afgeleid van een oud scheepswrak, de Paternoster uit Nederland, dat drie eeuwen geleden bij de huidige stad aan de grond liep. Een andere verklaring beweert dat de naam een verwijzing is naar de gebeden van Portugese schipbreukelingen. Paternoster behoort tot de fusiegemeente Saldanhabaai dat onderdeel van het district Weskus is.

## Subplaatsen
Het nationaal instituut voor de statistiek, Stats SA, deelt sinds de census 2011 deze hoofdplaats in in 6 zogenaamde subplaatsen (sub place), waarvan de grootste zijn:
Kliprug • Paternoster SP.